# 제716정지사단
제716보병사단(독일어: 716. Infanterie-Division)은 제2차 세계 대전 중에 활약한 나치 독일군의 보병사단이었다. 대서양방벽 수비 목적의 해안 방어용 정지사단(독일어: bodenständige Division)이었다.

## 부대 역사
제716보병사단은 1941년 5월 2일에 독일의 제6군관구에서 창설되었다. 이후 곧 프랑스로 이동하여 해안 방어 부대로 배치되었다. 사단본부를 쿠탕스(프랑스어: Coutances)에 설치하였다. 이후 부족한 병력을 보충하기 위해 1,000명 규모의 동부대대(독일어: Ostbataillone) 2개를 예하 연대에 편입하였다.
1944년 6월 6일 개시된 연합군의 노르망디 상륙작전 초기, 캉(프랑스어: Caen) 지역에 주둔하고 있던 예하 부대를 중심으로 방어에 나섰으나 대규모 상륙군의 공격에 의해 괴멸적인 타격을 입었다. 재편성을 위해 프랑스 남부 지역으로 후퇴하였으나, 8월 15일에 프랑스 남쪽 해안에 상륙하자 다시 피해를 입고 후방으로 철수하였다. 이어진 방어전 수행 결과, 제716보병사단의 병력 일부가 11월 초에 다른 부대에 편입되었다.
1945년 초에 사단 전력이 거의 소멸되었으며, 4월에 제716국민척탄병사단으로 재편되었으나 다음달인 5월에 바이에른에서 미군에 항복하였다.

## 부대 편제
1941년 사단 창설 직후의 편성
- 사단본부
- 제726보병연대 : 제166예비사단(독일어: 166. Ersatz-Division)으로부터
- 제736보병연대 : 제156예비사단으로부터
- 제656포병대대
- 제716대전차중대(독일어: Panzerjäger-Kompanie 716)
- 제716공병중대
- 제716통신중대

1945년 사단 편성
- 사단본부
- 제706척탄병연대
- 제726척탄병연대 : 2개 대대
- 제736척탄병연대 : 2개 대대
- 제1716정찰중대(독일어: Füsilier-Kompanie 1716)
- 제716포병연대 : 4개 대대
- 제716공병대대
- 제716보급대

## 같이 보기
- 사단 (군사)
- 서부 전선 (제2차대전)
- 제2차 세계 대전 중 독일군 사단 목록
- 군사 조직
- 독일 육군 (1935년–1945년)
- 독일 연방방위군 육군 (현재)